# 슈투트가르터 키커스
SV 슈투트가르터 키커스(독일어: SV Stuttgarter Kickers)는 독일 바덴뷔르템베르크주의 도시 슈투트가르트의 축구 클럽으로 현재 레기오날리가 쥐트베스트 리그에서 활동하고 있다. 1899년 9월 21일 FC 슈투트가르터 치케르스(독일어: FC Stuttgarter Cickers)라는 이름으로 창설되었으며 대한민국에서는 슈투트가르트 키커스라는 이름으로도 알려져 있다.
전통적으로 같은 지역 구단인 VfB 슈투트가르트와 라이벌 관계에 있다. 이 두 팀의 경기는 "슈투트가르터 더비"(독일어: Stuttgarter Stadtderby)라 불리며 과거에는 치열했지만 키커스가 아마추어 리그까지 떨어지면서 1991-92 시즌 분데스리가에서 리그 경기를 가진 이후에는 모두 친선 경기로 만났다. 두 팀의 마지막 경기는 2017년 7월 9일에 열린 친선경기이며 1-1로 무승부를 기록했다.

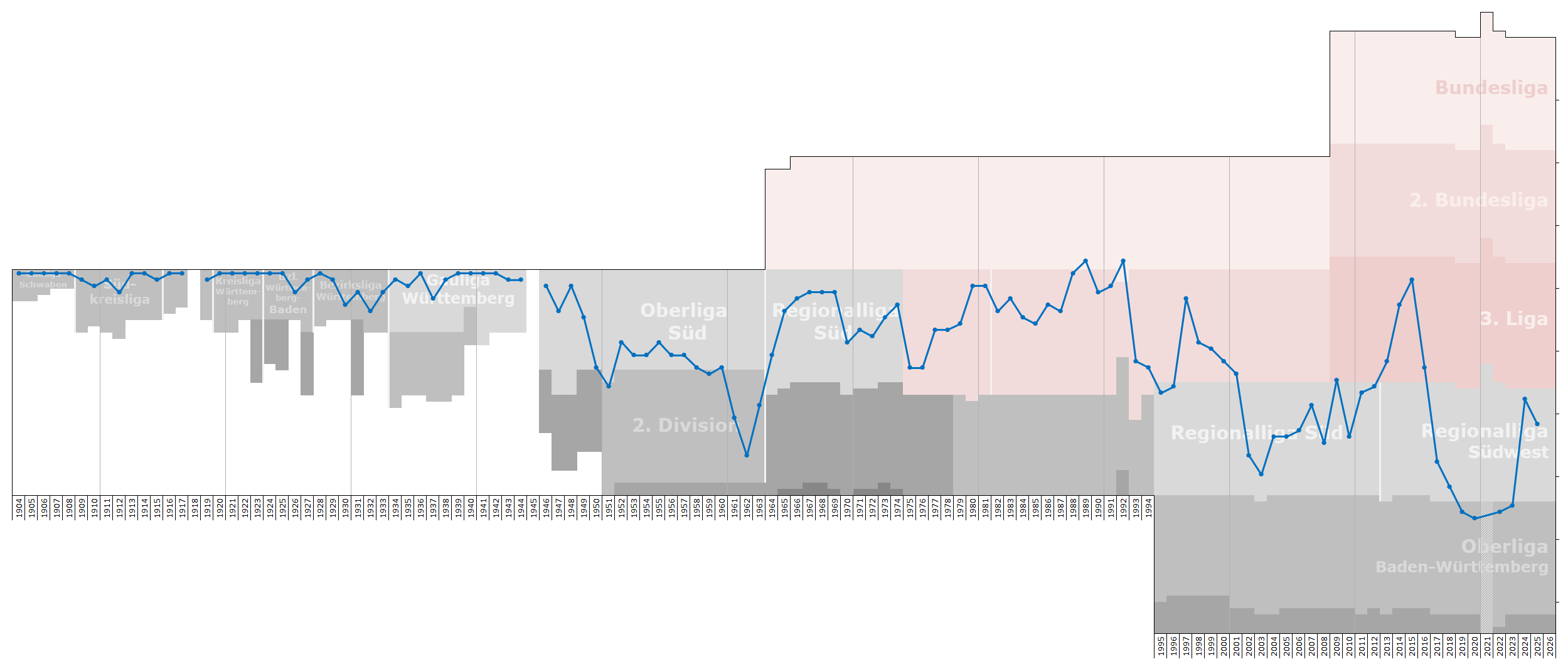
2차 세계대전 이후 슈투트가르터 키커스의 리그 성적표

슈투트가르터 키커스는 1990년대까지 상위 리그에 있었고, 한때 8, 90년대에는 분데스리가에 승격하기도 했지만 2000년대 들어서 팀의 성적이 점점 안 좋아지면서 3부 리그와 4부 리그를 오갔다. 그러다 2015-16 시즌 3. 리가에서 18위로 레기오날리가 쥐트베스트로 강등되었고 불과 두시즌만에 5부 리그인 오버리가 바덴뷔르템베르크까지 떨어졌다.

## 성적
- 2 분데스리가: 우승 1회 (1988)
- 레기오날리가 남부 리그: 우승 1회 (1995)
- DFB-포칼: 준우승 1회 (1987)

## 선수 명단

### 현역
참고: FIFA 자격 규정에 따라 소속된 국가대표팀 국기를 표시합니다. 선수는 복수의 FIFA 비회원국 국적을 가지고 있을 수 있습니다.
| 번호 | 포지션 | 국적 | 이름 |
| ---- | ------ | ---- | ---- |

| 번호 | 포지션 | 국적 | 이름                    |
| ---- | ------ | ---- | ----------------------- |
| 24   | MF     |      | 데니스 드 수사 오엘스너 |
| 27   | FW     |      | 다니엘 칼라이치치       |

## 역대 감독
| 감독                | 임기 |
| ------------------- | ---- |
| 기도 부흐발트(대행) | 2012 |